# 小行星10606
小行星10606（10606 Crocco）是一颗绕太阳运转的小行星，为主小行星带小行星。该小行星于1996年11月3日发现。

## 轨道参数
小行星10606的轨道半长轴为3.1437648 UA，离心率为0.103。